# Shamrock (Texas)
Shamrock és una població dels Estats Units a l'estat de Texas. Segons el cens del 2000 tenia 2.029 habitants.

## Demografia
Segons el cens del 2000, Shamrock tenia 2.029 habitants, 852 habitatges, i 550 famílies. La densitat de població era de 378,5 habitants per km².
Dels 852 habitatges en un 28,3% hi vivien nens de menys de 18 anys, en un 50,7% hi vivien parelles casades, en un 9,9% dones solteres, i en un 35,4% no eren unitats familiars. En el 33% dels habitatges hi vivien persones soles el 17,6% de les quals corresponia a persones de 65 anys o més que vivien soles. El nombre mitjà de persones vivint en cada habitatge era de 2,33 i el nombre mitjà de persones que vivien en cada família era de 2,95.
Per edats la població es repartia de la següent manera: un 25,3% tenia menys de 18 anys, un 6,3% entre 18 i 24, un 23,7% entre 25 i 44, un 22,4% de 45 a 60 i un 22,3% 65 anys o més.
L'edat mediana era de 42 anys. Per cada 100 dones de 18 o més anys hi havia 83,1 homes.
La renda mediana per habitatge era de 25.776 $ i la renda mediana per família de 33.542 $. Els homes tenien una renda mediana de 24.688 $ mentre que les dones 16.944 $. La renda per capita de la població era de 13.724 $. Aproximadament el 22,7% de les famílies i el 21,4% de la població estaven per davall del llindar de pobresa.

## Poblacions més properes
El següent diagrama mostra les poblacions més properes.